# Angelos Fetsis
Angelos Fetsis (gr. Αγγελος Φέτσης; ur. 1878 w Leukadzie, data i miejsce śmierci nieznane) – grecki biegacz średniodystansowy, olimpijczyk z Aten (1896).
Podczas pierwszych nowożytnych igrzysk olimpijskich, które zorganizowano w Atenach w 1896 Fetsis wystartował w dwóch biegach na średnim dystansie. W biegu eliminacyjnym na 800 metrów zajął czwarte miejsce w gronie pięciu zawodników nie awansując do finału, natomiast jego wynik w biegu na 1500 metrów jest nieznany. Wiadomo że było to miejsce poza czołową czwórką.